# محمود ابو السعود
محمود ابو السعود (عربی: محمود ابو السعود؛ زادهٔ ۳۰ نوامبر ۱۹۸۷) یک ورزشکار اهل مصر است.
از باشگاه‌هایی که در آن بازی کرده‌است می‌توان به باشگاه ورزشی الاهلی مصر و تیم ملی فوتبال مصر اشاره کرد.
وی همچنین در تیم ملی فوتبال مصر بازی کرده است.